# Cypripedium reginae
Cypripedium reginae là một loài thực vật có hoa trong họ Lan. Loài này được Walter mô tả khoa học đầu tiên năm 1788.

## Hình ảnh

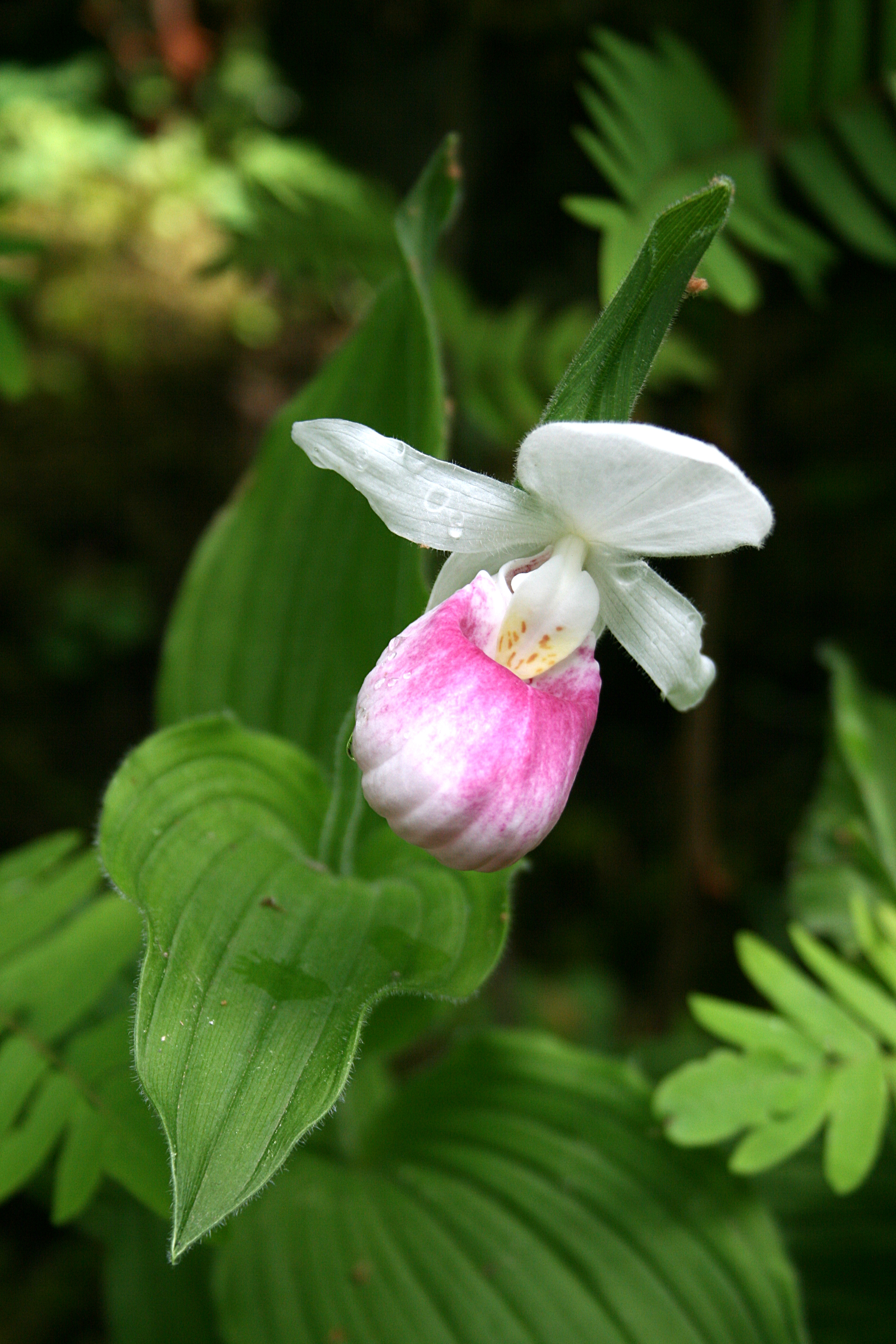
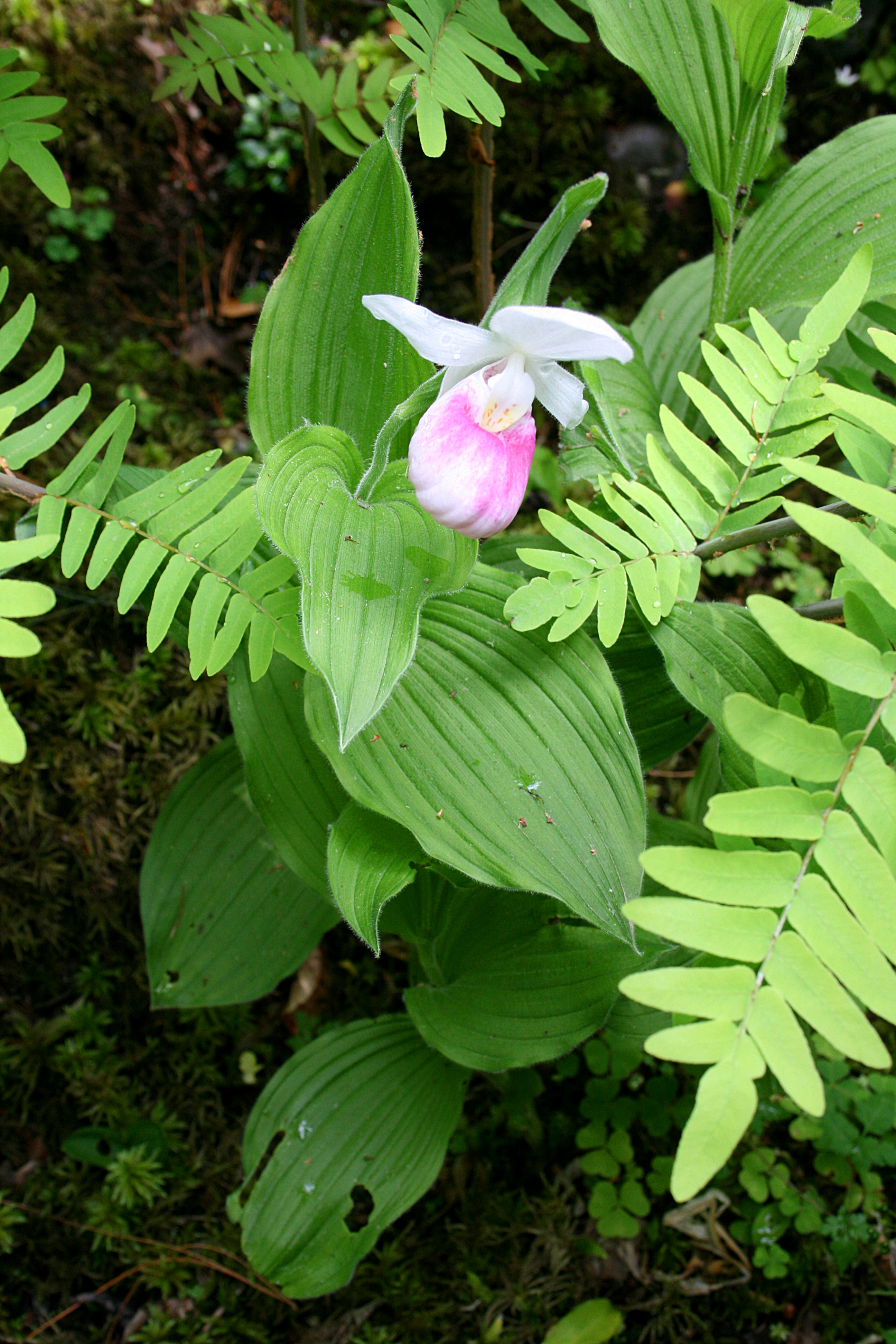
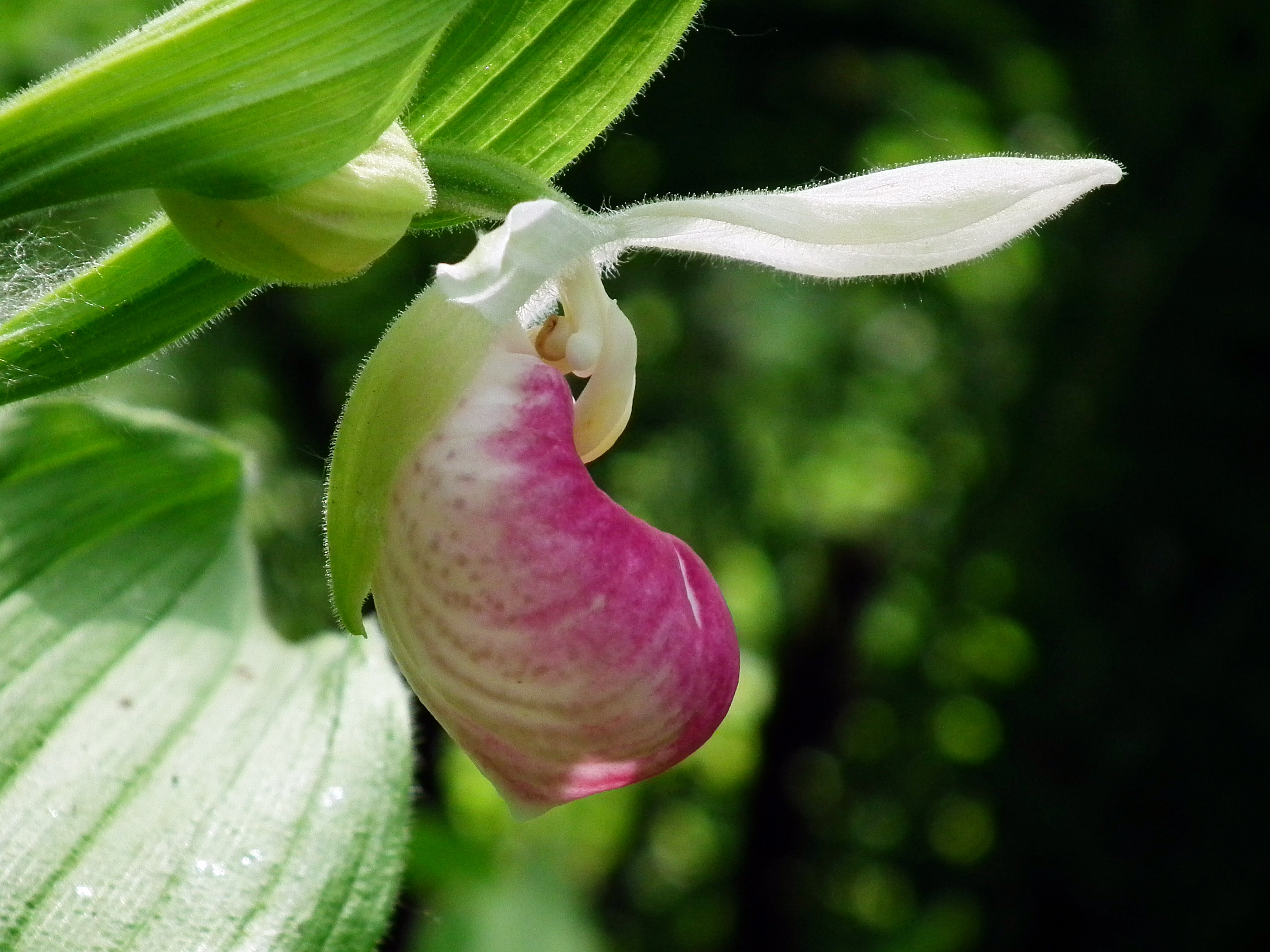
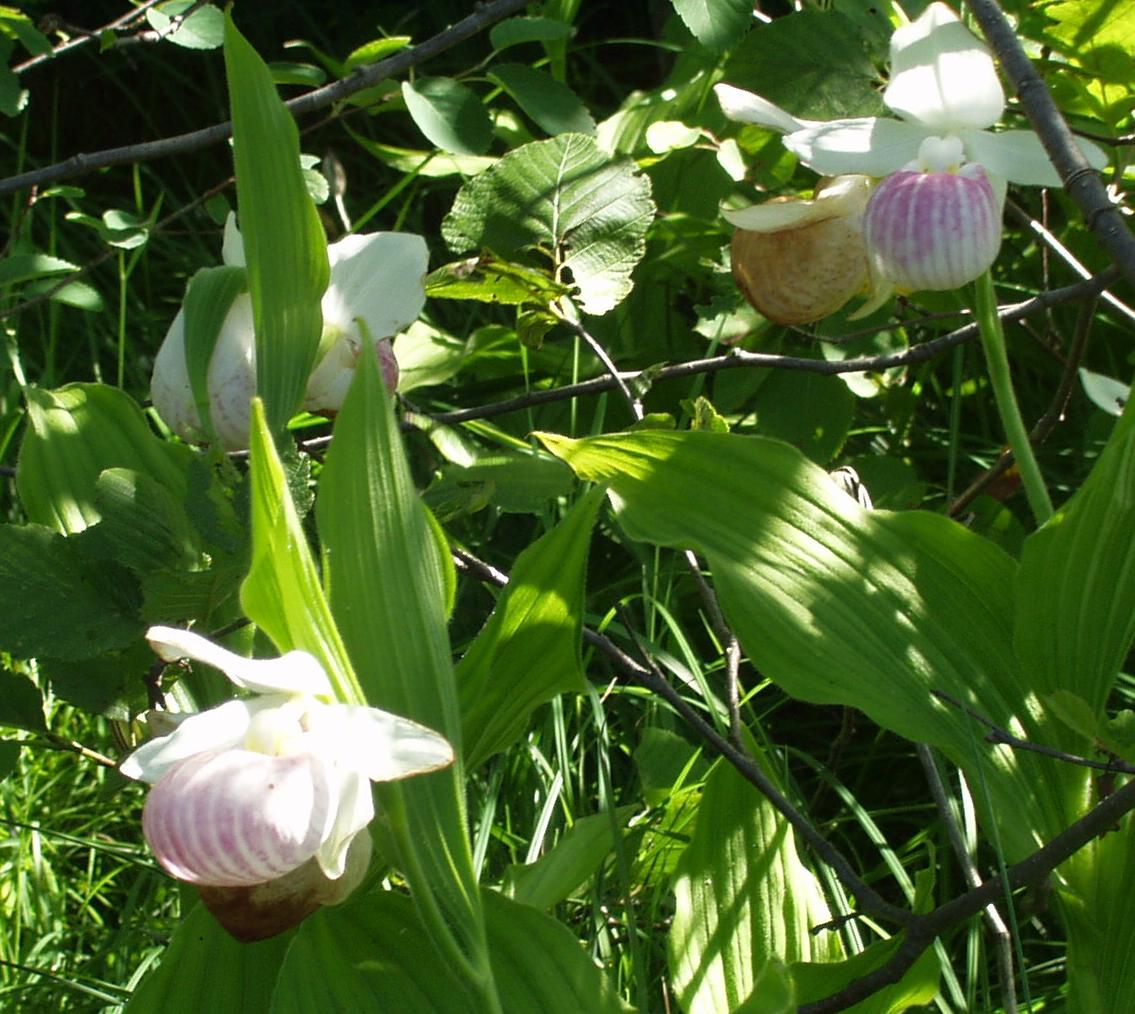